# 앨런 베이커
앨런 베이커(영어: Alan Baker IPA: [ˈælən ˈbeɪkə(ɹ)] , 1939년 8월 19일~2018년 2월 4일)는 영국의 수학자이다.
1939년 영국 런던에서 태어난 베이커는 런던의 스트랫퍼드 학교를 다녔다. 이후 유니버시티 칼리지 런던에서 공부하였고, 케임브리지 대학교의 트리니티 칼리지에서 박사학위를 받았다. 1974년부터 케임브리지 대학교의 트리니티 칼리지 소속의 수학 교수로 재직하다가 2018년에 사망하였다. 주요 분야는 정수론, 초월수론, 디오판토스 기하학, 디오판토스 해석학 등이며, 힐베르트의 7번째 문제의 해법이 되는 겔폰트-슈나이더 정리를 일반화하여 1970년에 31세의 나이로 필즈상을 수상하였다.
그의 학생들 중 유명한 사람들로 존 코츠(John Coates), 데이비드 매서(David Masser), 로저 히스브라운(Roger Heath-Brown)등이 있으며, 이중 존 코츠의 제자인 프린스턴 대학교 수학과의 앤드루 와일스 교수는 유명한 난제 페르마의 마지막 정리를 해결하였다.

## 출연 작품
- 코미디의 왕
- 60피트 센터폴드의 습격